# Liste der Einträge im National Register of Historic Places im Grimes County
Die Liste der Registered Historic Places im Grimes County führt alle Bauwerke und historischen Stätten im texanischen Grimes County auf, die in das National Register of Historic Places aufgenommen wurden.

## Aktuelle Einträge
| Lfd. Nr. | Name im NRHP                          | Bild | Datum der Eintragung | Adresse/Lage                                              | Ort      | NRHP-ID  | Beschreibung |
| -------- | ------------------------------------- | ---- | -------------------- | --------------------------------------------------------- | -------- | -------- | ------------ |
| 1        | Anderson Historic District            |      | 15. März 1974        | Anderson and environs                                     | Anderson | 74002072 |              |
| 2        | Foster House                          |      | 8. Sep. 1980         | E of Navasota on TX 90                                    | Navasota | 80004123 |              |
| 3        | Navasota Commercial Historic District |      | 30. Nov. 1982        | Roughly bounded by La Salle, Holland, 9th, and Brule Sts. | Navasota | 82001737 |              |
| 4        | P. A. Smith Hotel                     |      | 16. Apr. 1976        | Railroad St.                                              | Navasota | 76002036 |              |
| 5        | Piedmont Springs Archeological Site   |      | 29. Juli 1982        | Address Restricted                                        | Anderson | 82004506 |              |
| 6        | Steele House                          |      | 13. Juni 1978        | 217 Brewer St.                                            | Navasota | 78002939 |              |